# Medal „Za rozwój dziewiczych ziem”

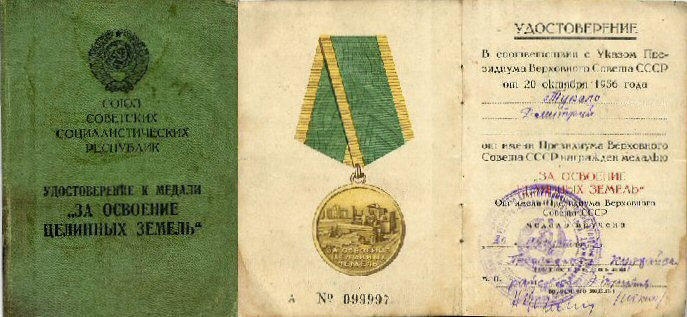
Dokument nadania medalu

Medal „Za rozwój dziewiczych ziem” (ros. Медаль «За освоение целинных земель») – radziecki medal cywilny.
Medal został ustanowiony dekretem Rady Najwyższej ZSRR z 20 października 1956 roku dla nagrodzenia osób zasłużonych w zagospodarowywaniu terenów rolniczych.

## Zasady nadawania
Zgodnie z dekretem z dnia 20 października 1956 roku uprawnionymi do otrzymania medalu byli rolnicy, pracownicy przedsiębiorstw obsługi rolnictwa, działacze organizacji partyjnych i młodzieżowych, pracownicy nauki i inne osoby, które wyróżniły się w pracy w zagospodarowywaniu i rozwoju obszarów rolniczych niewykorzystywanych wcześniej na terenie Kazachstanu, Syberii, Uralu, Północnego Kaukazu oraz terenów nad Wołgą.
Warunkiem otrzymania medalu był co najmniej 2-letni okres pracy.
Łącznie nadano ok. 1,3 mln medali.

## Opis odznaki
Odznakę stanowi okrągły krążek wykonany ze stopu metali kolorowych o średnicy 32 mm.
Na awersie znajduje się wizerunek kombajnu zbożowego w trakcie zbioru, w tle budynek elewatora zbożowego. W dolnej części napis ЗА ОСВОЕНИЕ ЦЕЛИННЫХ ЗЕМЕЛЬ (pol. ZA ROZWÓJ DZIEWICZYCH ZIEM).
Na rewersie w dolnej części sierp i młot na tle rozchodzących się promieni. Po bokach wzdłuż obwodu z lewej strony kłos pszenicy, z prawej kolba kukurydzy, u góry pięcioramienna gwiazda.
Medal zawieszony był na pięciokątnej blaszce obciągniętej wstążką koloru ciemnozielonego o szer. 24 mm, wzdłuż krawędzi paski koloru żółtego o szer. 3 mm.